# Stuart Sutcliffe
Stuart Fergusson Victor Sutcliffe (sinh ngày 23 tháng 6 năm 1940 - mất ngày 10 tháng 4 năm 1962) là một nghệ sĩ người Scotland, được biết tới nhiều nhất là cựu thành viên của ban nhạc The Beatles. Sutcliffe vốn có ý rời ban nhạc để theo đuổi sự nghiệp riêng, sau khi được nhận tại Học viện Nghệ thuật Liverpool. Chính Sutcliffe đã gợi ý cho John Lennon cái tên "The Beatles", sau khi cảm thấy thích thú với cái tên The Crickets. Là thành viên của ban nhạc khi họ có tới 5 thành viên, Stuart được nhiều người gọi là "Beatle thứ năm".
Sutcliffe gặp nhiếp ảnh gia Astrid Kirchherr – người sau này anh đính hôn – trong chuyến lưu diễn của The Beatles tại thành phố Hamburg, Đức. Tại đây, Stuart cũng theo học tại Học viện Nghệ thuật Hamburg dưới sự hướng dẫn của Eduardo Paolozzi. Anh học khoa hội họa, chủ yếu tập trung theo trường phái trừu tượng ấn tượng.

## Qua đời
Năm 1962, Sutcliffe bị ngất khi đang trên lớp với một cơn đau đầu dữ dội. Các bác sĩ theo dõi anh, song không thể đưa ra kết luận chính xác. Ngày 10 tháng 4, Sutcliffe phải cấp cứu và qua đời trên đường tới bệnh viện với chẩn đoán bị xuất huyết não.